# Tribunal Administrativo e Fiscal de Leiria
O Tribunal Administrativo e Fiscal de Leiria é um tribunal português, sediado em Leiria, pertencente à jurisdição administrativa e tributária.

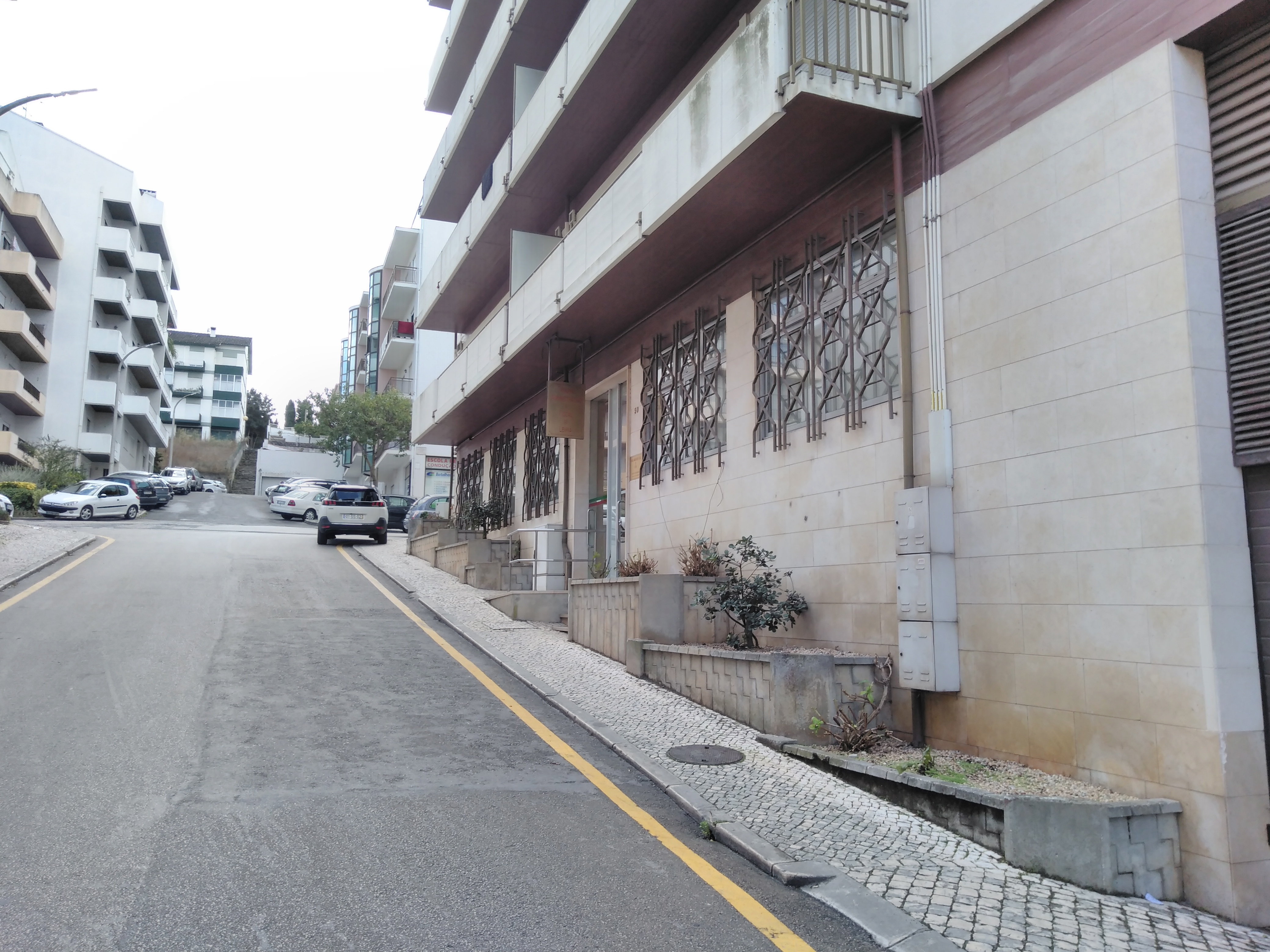
Sede do Tribunal Administrativo e Fiscal de Leiria.

Este tribunal tem jurisdição sobre os seguintes municípios:
- Do distrito de Leiria: 
  - Leiria (sede)
  - Alcobaça
  - Alvaiázere
  - Ansião
  - Batalha
  - Bombarral
  - Caldas da Rainha
  - Castanheira de Pera
  - Figueiró dos Vinhos
  - Marinha Grande
  - Nazaré
  - Óbidos
  - Pedrógão Grande
  - Peniche
  - Pombal
  - Porto de Mós

- Do distrito de Santarém: 
  - Santarém
  - Abrantes
  - Alcanena
  - Almeirim
  - Alpiarça
  - Benavente
  - Cartaxo
  - Chamusca
  - Constância
  - Coruche
  - Entroncamento
  - Ferreira do Zêzere
  - Golegã
  - Mação
  - Ourém
  - Rio Maior
  - Salvaterra de Magos
  - Sardoal
  - Tomar
  - Torres Novas
  - Vila Nova da Barquinha

O Tribunal Administrativo e Fiscal de Leiria está integrado na área de jurisdição do Tribunal Central Administrativo Sul.